# Gruppo squadroni cosacchi "Campello"
Il Gruppo squadroni cosacchi "Campello" era un'unità straniera del Regio Esercito italiano, formata nel 1942 e inquadrata nella 8ª Armata o ARMIR, sciolto l'8 settembre 1943.

## Storia
Durante la rivoluzione russa i cosacchi avevano combattutto per entrambi gli schieramenti, ma con la vittoria del Partito Comunista, i bolscevichi avevano intensificato le politiche di "decosacchizzazione" con deportazioni di massa e repressioni, che ebbero il loro culmine nel 1925. Reclutati a forza nell'Armata Rossa, combatterono valorosamente contro l'Asse ma molti di loro, memori delle politiche staliniane e lusingati dalla prospettiva di riguadagnare la perduta autonomia, passarono nelle file tedesche, parte nella Wehrmacht e parte nelle Waffen-SS con il XV SS-Kosaken Kavallerie Korps. Quando il maggiore del Savoia Cavalleria conte Ranieri di Campello, già agente SIM trasferito dietro sua richiesta al fronte russo, entrò in contatto con le masse di prigionieri cosacchi, ebbe modo di apprezzare le loro leggendarie capacità di cavalieri e propose di formare un'unità di cavalleria leggera.
A metà luglio del 1942 così fu costituito il Gruppo squadroni cosacchi "Campello"', unità di cavalleria corrispondente al livello ordinativo del battaglione, al comando dello stesso Campello e posto alle dipendenze dell'Ufficio Informazioni del Comando dell'8ª Armata italiana. Il reparto era organizzato su tre sotnie (squadroni) ed una fanfara a cavallo. Si componeva di circa trecento volontari, i cui quadri erano costituiti da ufficiali e sottufficiali cosacchi ai quali fu riconosciuto il grado ricoperto nell'Armata Rossa.
Il Gruppo squadroni fu impiegato sia in operazioni esplorative, proprie della cavalleria leggera, sia in incursioni offensive in territorio nemico. In una di queste azioni presso Nikitowka, il 19 gennaio 1943 il maggiore Campello venne gravemente ferito. Salvato da due cosacchi, venne trasferito prima all'ospedale di Kharkov, quindi rimpatriato con un treno ospedale prima a Firenze e poi all'Ospedale Militare del Celio, dove giunse il 15 febbraio 1943.
Tra febbraio e marzo, ripianate le perdite con nuovi volontari raccolti sia nei campi di concentramento che tra i civili, il gruppo squadroni fu riordinato in Gruppo Cosacchi Savoia. L'unità venne affidata al capitano Giorgio Stavro Santarosa, dei "Lancieri di Novara", affiancato da due ufficiali italiani e da quadri cosacchi. Seguendo le sorti dell'ARMIR, ai primi di giugno giunse in Italia. Qui venne accasermato a Maccacari, in provincia di Verona per riorganizzarsi, appoggiandosi amministrativamente al deposito del 5º Reggimento "Lancieri di Novara".
Con una circolare per il "Riordinamento e completamento della Banda irregolare cosacca" del 22 luglio fu ridenominata in quella maniera. Si prevedeva un comando italiano, uno cosacco e tre sotnie, delle quali una di cosacchi del Don e due di cosacchi del Kuban, ognuna su tre plotoni. L'organico previsto in base a tale tabella era di 13 ufficiali, 23 sottufficiali e 243 soldati di truppa cosacchi, oltre a 3 ufficiali, 5 sottufficiali e 14 soldati italiani, dotati di 17 cavalli da ufficiale, 238 da truppa e 24 da tiro per altrettanti carri a due ruote, un autocarro, un autofurgone e due motocicli. Il 16 agosto una nuova circolare riduceva a due le sotnie, ma comunque gli organici previsti non furono mai raggiunti.
La banda era destinata alla 9ª Armata in Albania, ma l'8 settembre 1943 venne sorpresa ancora in Italia dall'armistizio di Cassibile e di conseguenza sciolta. Il personale confluì nelle analoghe unità tedesche nel Kosakenland in Friuli e in Carnia o si unì alla resistenza italiana..

## Trattamento economico
Il trattamento era equiparato a quello del personale nazionale mobilitato in patria, più dieci sigarette al giorno; in particolare un caporale riceveva 300 rubli mensili, un maresciallo 700, un tenente 1 500 e un capitano 2 500 rubli, cifre di tutto rispetto se paragonate alla paga del personale civile locale dell'8ª Armata, che andava dal mezzo rublo giornaliero per le donne al massimo di 2,5 rubli per gli operai specializzati.

## Uniforme ed equipaggiamento
I cosacchi Gruppo squadroni cosacchi "Campello" univano elementi della loro uniforme tradizionale, come il tipico colbacco ("kubanka") e la tradizionale sciabola (Šaška), a gibernaggi e componenti delle uniformi sovietiche ed italiane; nell'estate del 1942, alla costituzione del reparto, i cosacchi vennero dotati dell'uniforme da fatica italiana in tela bigia; con l'arrivo dell'inverno vennero distribuiti i pastrani russi grigio scuro, con mostrine bianche, che venivano indossati su uniformi composite, che spesso univano la giubba grigioverde italiana con i pantaloni blu con bande rosse della cavalleria sovietica; lo stesso maggiore Campello indossava il pastrano cosacco sopra l'uniforme grigioverde d'ordinanza. Unica insegna era un triangolo con i colori della bandiera zarista (bianco, rosso e blu) sulla manica sinistra dell'uniforme, anche se spesso una coccarda con gli stessi colori veniva ripetuta sul colbacco o sulla bustina. L'armamento era prettamente sovietico, rappresentato soprattutto dalla Carabina M1938 Mosin-Nagant. Le selle ed i finimenti dei cavalli erano quelli d'ordinanza dell'arma di cavalleria italiana.
Nel corso della riorganizzazione in patria, il personale di truppa della Banda irregolare cosacca ricevette, oltre ai Moschetti per cavalleria Mod. 91, anche il Beretta MAB 38. Le uniformi variavano a seconda dell'etnia dei cosacchi. L'alta uniforme dei cosacchi del Don era composta dalla "kubanka" in astrakan nera con imperiale rosso e ricami argento e dalla "tcherkesska": questa era un soprabito blu, lungo fino al ginocchio, con cappuccio bianco-grigio, controspalline e false cartucciere, indossato sopra una camicia rossa, con stivali di flosci tradizionali. I musicanti si distinguevano per la "kubanka" bianca. Tutto il personale, anche smontato, portava al fianco la tradizionale šaška.
I cosacchi del Kuban indossavano invece una uniforme di taglio russo, con berretto a visiera russo con banda rossa e coccarda con i colori russi, giubba grigio-verde con colletto chiuso e mostrine bianche, controspalline rosse con distintivi di grado russi, pantaloni blu con bande rosse e gambali da cavalleria italiani. Al fianco, in luogo della sciabola tradizionale, i cosacchi del Kuban portavano il kindjal.
Per quanto riguarda i mezzi di trasporto, il reparto era ovviamente dotato soprattutto di cavalli e carri tradizionali a due ruote, ma ricevette anche un autocarro, un autofurgoncino e due motocicli.

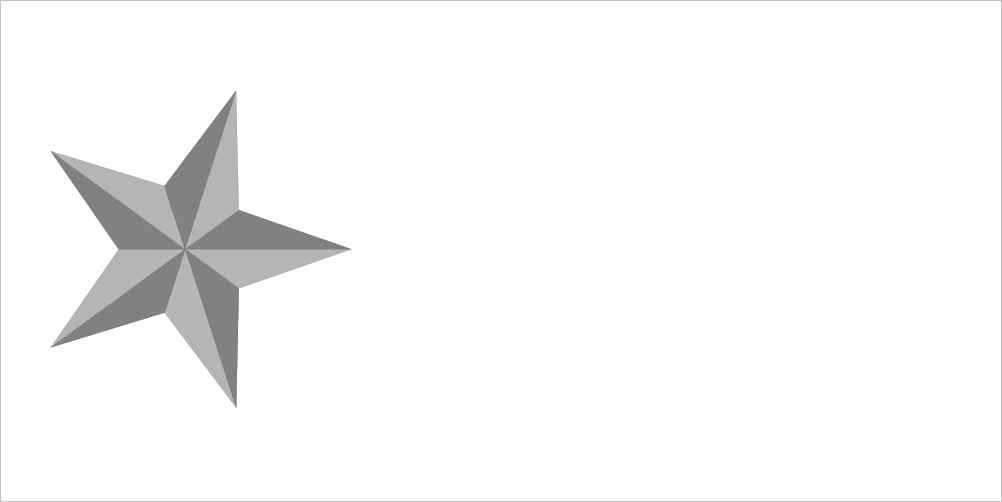
Mostrina del Gruppo Squadroni Cosacchi "Campello"

## Organico
- Giugno 1942[3]:
  - Comando di Gruppo squadroni
  - tre sotnie
  - fanfara a cavallo
- 22 luglio 1943[7]:
  - Comando italiano: 3 ufficiali, 5 sottufficiali, 4 autieri, 9 soldati ed 1 carabiniere;
  - Comando cosacco: 1 capitano comandante, 1 ufficiale medico, 1 ufficiale veterinario, 1 tenente cappellano ortodosso, 2 sottufficiali e 30 soldati (dei quali 12 musicanti della fanfara);
  - due sotnie, ognuna su:
    - comando: 1 capitano o tenente;
    - squadra comando: 1 sottufficiale e 11 soldati;
    - tre plotoni, ognuno su:
      - comandante
      - tre squadre di cavalieri: 1 sergente, 10 cavalieri.
- Agosto 1943[7]:
  - Comando italiano;
  - Comando cosacco;
  - tre sotnie.

## Comandanti
- Magg. Ranieri di Campello;
- Cap. Giorgio Stavro Santarosa.